# Alive in America
Albums de Steely Dan
Gaucho
(1980) Two Against Nature
(2000)
Alive In America (1995) est un album enregistré en public du groupe de Jazz rock américain Steely Dan.

## Titres de l’album
Toutes les compositions de Becker et Fagen, sauf indication contraire.
| No  | Titre                     | Durée |
| --- | ------------------------- | ----- |
| 1.  | Babylon Sisters           | 6:47  |
| 2.  | Green Earrings            | 5:20  |
| 3.  | Bodhisattva               | 5:47  |
| 4.  | Reelin' in the Years (en) | 6:24  |
| 5.  | Josie                     | 6:12  |
| 6.  | Book of Liars (Becker)    | 4:19  |
| 7.  | Peg (en)                  | 4:19  |
| 8.  | Third World Man           | 6:38  |
| 9.  | Kid Charlemagne           | 5:16  |
| 10. | Sign in Stranger          | 6:34  |
| 11. | Aja (en)                  | 9:00  |

Toutes les versions studio originales de ces titres figurent sur les précédents albums studio de Steely Dan, à l'exception de la chanson Book of Liars, dont la version studio originale figure sur l'album solo de Walter Becker intitulé 11 Tracks of Whack.

## Musiciens
- Walter Becker - Guitare, Chant
- Donald Fagen - Claviers, Chant

Accompagnés par :
- Tom Barney - Guitare Basse
- Warren Bernhardt - Piano et direction des répétitions
- Cornelius Bumpus - Saxophone Tenor
- Dennis Chambers - Batterie
- Peter Erskine - Batterie
- Diane Garisto - Chant, Chœurs
- Chris Potter - Saxophone Alto, Saxophone Tenor
- Catherine Russell - Percussions, Chœurs
- Bob Sheppard - Saxophone Soprano, Saxophone Tenor
- Georg Wadenius - Guitare
- Bill Ware - Percussions, Vibraphone
- Brenda White-King - Chant, Chœurs
- Drew Zinng - Guitare et direction des répétitions[1]

## Production
- Producteur : Donald Fagen
- Ingénieurs du son : Phil Burnett, Roger Nichols
- Direction artistique : Warren Bernhardt, Drew Zingg